# 베르너 켐프

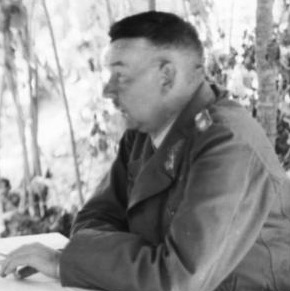

베르너 켐프(Werner Kempf, 1886년 3월 9일 ~ 1964년 1월 6일)은 동프로이센 쾨니히스베르크에서 출생한 제2차 세계대전 당시의 독일의 군인이다. 최종계급은 기갑병대장이었다. 독일 바트하르츠부르크에서 사망하였다.